# Tournefortia delicatula
Tournefortia delicatula är en strävbladig växtart som beskrevs av J. S. Miller. Tournefortia delicatula ingår i släktet Tournefortia och familjen strävbladiga växter. Inga underarter finns listade i Catalogue of Life.